# قره‌تپه اخگری
قره‌تپه اخگری مربوط به دوره اشکانیان - دوره ساسانیان است و در شهرستان ملکان، بخش لیلان، ۲۵۰ متری جنوب غربی شهر لیلان واقع شده و این اثر در تاریخ ۲۷ اسفند ۱۳۸۶ با شمارهٔ ثبت ۲۲۵۸۰ به‌عنوان یکی از آثار ملی ایران به ثبت رسیده است.